# 塔石聖誕市集
塔石聖誕市集（葡萄牙語：Feira de Natal do Tap Siac）;），由市政署主辦的活動，地點位於澳門半島的塔石廣場，目的是為澳門增添聖誕節日氣氛，也是規模最大的聖誕市集。

## 歷史
為增添聖誕節日喜慶氣氛，民政總署於12月19至31日在塔石廣場首度舉辦2016年度聖誕市集，與民共度歡樂的節日。在聖誕期間為本地居民提供玩樂去處，提高澳門的旅遊吸引力。民署特邀文化產業基金合作，透過文化產業基金邀請本澳文創企業參與經營部分攤位，支持本土文化創意產業，令市集更具本土特色。市集設有共24個檔位，包括聖誕禮品檔20個及小食檔4個。市集營業時間由中午12時至晚上11時。塔石現場將設聖誕村為主題的花藝展覽，並有大熊貓造型的花藝展品、馬槽及燈飾等。場內並設大型充氣玩具，供兒童玩耍，不同時段安排魔術、小丑表演，還有聖誕老人到場派發小禮物。
為增添節日喜慶氣氛，民署再度於塔石廣場一連兩周舉辦2017年度聖誕市集，以『火樹銀花』為主題，並配合首度登場的舞台表演、工作坊、戶外旋轉木馬及特色拍照區等，為公眾帶來熱鬧繽紛的聖誕。市集設有22個聖誕禮品檔及8個小食檔，和更多元化的產品介紹，期望藉此為居民和旅客帶來過節的歡樂。民署並邀文創、復康團體參與部分檔位經營。
民署於塔石廣場一連16天舉辦2018年度聖誕市集，以『聖誕糖果屋』為主題，今年新增甜蜜咖啡杯及聖誕滑雪場，並每晚安排表演節目，適合一家大小共度歡樂時光。市集設有13個聖誕禮品檔及11個小食檔，為使售賣產品多元化及支持本土文化創意產業，民署邀請社團並再次與文化產業基金合作，由本澳文創企業以及居民共同參與經營聖誕禮品檔，小食檔由社團及飲食業界經營，帶來多款特色美食。
澳門回歸20週年，市政署續於塔石廣場舉行聖誕市集，並首度設聖誕小火車，為現場帶來更多歡樂。市集設15個聖誕禮品檔及9個小食檔。為增添歡樂氣氛，現場將安排一連串集歌唱、弦樂演奏、舞蹈、魔術等舞台表演，連同各個聖誕主題角色扮演巡遊，以及小丑聖誕老人派禮物予小朋友等流動表演。現場更設有深受小朋友歡迎的玩樂項目，包括聖誕小火車、聖誕滑雪場、旋轉木馬及充氣城堡，有關設施之開放時間為每日下午三時至晚上十時免費提供予市民遊玩，並以派籌方式減省市民排隊輪候時間。同時，為活躍市集氣氛，現場將設有造雲機，每日下午3時至7時，供有興趣市民及小童親身體驗製作雲朵。市政署繼續與澳門明愛、奧比斯、世界宣明會澳門分會合辦聖誕送暖童歡樂的籌款項目，今年亦擴大接受認購、捐款渠道，會在塔石聖誕市集增設籌款箱，讓大家在歡度佳節的同時，分享愛心和溫暖。
2020年因應COVID-19疫情，市政署表示現場個別遊戲項目取消，保留滑雪場、旋轉木馬及新設轉轉杯等遊樂設施，提升市集整體吸引力。2021年因應防疫，市集更實施入場管制及網上預約遊樂項目等措施。
2022年度的聖誕市集以“奇幻魔法森林”為主題，聖誕禮品檔將邀請本地文創企業及社福機構參與經營；小食檔則由具特色的飲食企業經營多款市集特色美食。遊戲設施區設有聖誕小火車及旋轉木馬嘉年華等玩樂項目；雖然防疫措施常態化和放寬，但市集將按情況實施人潮管制、測量體溫和出示澳門健康碼。
2023年度聖誕市集於2023年12月16日至2024年1月1日舉行，將設有十五個聖誕禮品檔及八個小食檔，當中部份聖誕禮品檔會邀請社團、文化發展基金聯繫澳門本地文創企業，以及市民共同參與經營，讓售賣產品更多元化及支持本土文化創意產業。現場將安排流動表演、AR擴增實境拍照、馬槽及聖誕小木屋佈置，玩樂項目包括旋轉木馬嘉年華及轉轉杯、迷宮遊戲，部分玩樂項目需於現場取籌或網上預約取籌。

## 歷年市集開辦時間
當中12月24日、25日及31日開放時間為下午2時至晚上12時，其他日期為下午2時至晚上11時。
| 年份   | 舉辦日期               | 市集主題       | 備注                           |
| ------ | ---------------------- | -------------- | ------------------------------ |
| 2016年 | 12月19日至31日         | ——             |                                |
| 2017年 | 12月18日至31日         | 火樹銀花       |                                |
| 2018年 | 12月19日至2019年1月3日 | 聖誕糖果屋     |                                |
| 2019年 | 12月19日至31日         | 霓虹燈飾耀聖誕 |                                |
| 2020年 | 12月19日至2021年1月3日 | 星星的願望     |                                |
| 2021年 | 12月18日至2022年1月1日 | 聖誕糖果村     |                                |
| 2022年 | 12月17日至2023年1月1日 | 奇幻魔法森林   |                                |
| 2023年 | 12月16日至2024年1月1日 | 聖誕夢工房     |                                |
| 2024年 | 12月16日至2025年1月1日 | ——             | 主辦單位首次給予社團的部份攤檔 |

1. ↑  為使售賣產品更多元化，部份攤檔由市政署邀請社團參與，其餘攤檔則透過競投方式讓市民參與經營。

## 外部連結
- 澳門市政署官方網頁 （页面存档备份，存于）